# الأمل في الجحيم (كتاب)
الأمل في الجحيم: داخل عالم أطباء بلا حدود هو كتاب صدر عام 2006 من تأليف دان بورتولوتي عن منظمة أطباء بلا حدود.   

## الملخص
يُغطي الكتاب الأنشطة التي تقوم بها منظمة أطباء بلا حدود مثل بناء المستشفيات والتنقل في مناطق النزاع.  يُغطي المحتوى تعقيدات التعامل مع البيروقراطيات والأوبئة والاختطاف والقتل. 
ينتقد بورتولوتي وسائل الإعلام الرئيسية بسبب تصويرها المبسط والبطولي لموظفي منظمة أطباء بلا حدود. 

## الأسلوب
الكتاب مكتوب بأسلوب التقرير. 

## الاستقبال
وصفت الكتاب جينيجر بريتي، وهي تكتب لمجلة كويل آند كوير بأنه "جذاب" و"واضح" وأشارت إلى أنه سيكون موضع اهتمام مجموعة واسعة من القراء.  كما أشادت بريتي بالكتاب لأنه لم يمجد الموظفين الدوليين في منظمة أطباء بلا حدود ولمناقشته الصعوبات التي يواجهونها للاندماج في بلدانهم الأصلية. 
أماندا والترز سكاربورو، تكتب في مجلة لانسيت وصفت الكتاب بأنه "صورة شاملة لجوهر العمل التطوعي". 
بنيامين بيتس من جامعة أوهايو ينتقد بورتولوتي لكتابته صورة كاريكاتورية بسيطة وبطولية لمنظمة أطباء بلا حدود وموظفيها ويتهم المؤلف بـ "المواد الإباحية الكارثية".  ينتقد بيتس أيضًا القصة لأنها تركز على الرجال البيض من الطبقة المتوسطة ولافتقادها وجهات نظر مرضى منظمة أطباء بلا حدود. 
تنتقد إيزابيل لوبلاك، والتي تكتب في مجلة الجمعية الطبية الكندية، عدم الإبلاغ عن أنشطة الموظفين المحليين. 